# Eleições estaduais em Santa Catarina em 2010
As eleições estaduais em Santa Catarina em 2010 aconteceram em 3 de outubro, como parte das eleições gerais no Brasil. Nesta ocasião, foram realizadas eleições em todos os 26 estados brasileiros e no Distrito Federal.
Os cidadãos aptos a votar elegeram o Presidente da República, o Governador e dois Senadores por estado, além de deputados estaduais e federais.
Foi a terceira vez na história de Santa Catarina que a eleição para o governo foi decidida no primeiro turno, a primeira foi em 1990 com a vitória de Vilson Kleinübing do PFL.
As eleições de 2010 também foi marcada pela não apresentação de candidatura ao governo do Partido do Movimento Democrático Brasileiro (PMDB), que preferiu apoiar o candidato do Democratas (DEM), que por sua vez saiu definitivamente da base da família Amin, tornando-se cabeça de chapa da Tríplice Aliança, formada por (DEM, PMDB e PSDB)
O Partido Progressista (PP) viu seu maior aliado se tornar cabeça de chapa rival. O PP começou a campanha na liderança, mas a estrutura da campanha do DEM e os equívocos dos progressistas foram cruciais em mais uma derrota do sucessor do Partido Democrático Social (PDS). 
O Partido dos Trabalhadores (PT) mais uma vez ficou com o espaço da terceira via, mas não com o mesmo sucesso de 2002, que beneficiado pela "onda Lula" conseguiu eleger Ideli Salvatti ao senado.
Na Assembléia Legislativa, o PMDB manteve a maior bancada, mas perdeu uma cadeira em relação as eleições de 2006, indo de 11 para 10. DEM e PT empataram em segundo lugar com 7 deputados cada, logo em seguida vem PP e PSDB com 6 lugares na ALESC. PDT (2), PTB (1), PPS (1) e PCdoB (1) preencheram as últimas vagas.

## Perfil do Governador eleito
Raimundo Colombo nasceu em Lages (SC) em 28 de fevereiro de 1955. Produtor rural, seu primeiro partido foi o Partido Democrático Social (PDS), onde foi presidente da Juventude Democrática (1979-1982) e Secretário de Estado do Desenvolvimento Social (1983-1985).
Cria de Jorge Bornhausen, participou da fundação do Partido da Frente Liberal (PFL) em 1985, acompanhando seu padrinho político.
Pelo PFL foi eleito deputado estadual (1987-1988), e prefeito de sua cidade natal por três mandatos, 1989-1992, 2001-2004 e 2005-2006. 
Em 1994, foi indicado pelo PFL como candidato a vice-governador na chapa de Esperidião Amin (PPR). Porém o ex-governador decidiu lançar sua candidatura a presidência da república, e Colombo teve que improvisar uma candidatura a câmara federal, e acabou sendo derrotado. 
Em 1998 também derrotado a câmara, ficou como segundo suplente , assumindo o cargo por um ano.
Deixou a Prefeitura de Lages em 2006 para lançar-se ao governo pelo PFL, junto com Esperidião Amin (PPB) para o senado, como era o combinado entre as duas legendas desde 1998. Porém Amin não abriu mão da cabeça de chapa, e o PFL viu-se obrigado a embarcar na chapa do PMDB, com a vaga para ao senado e sendo recompensado com a vaga para o governo em 2010, coisa que de fato aconteceu. 
Renunciou à vaga de senador para tomar posse como governador de Santa Catarina em 2011. Filiado ao DEM, ele venceu o pleito ainda em primeiro turno contra Angela Amin (PP) e Ideli Salvatti (PT).

## Resultado da eleição para o governo estadual
| Candidatos a governador do estado | Candidatos a vice-governador | Número | Coligação                                                                    | Votação                | Percentual             |
| --------------------------------- | ---------------------------- | ------ | ---------------------------------------------------------------------------- | ---------------------- | ---------------------- |
| Raimundo Colombo DEM              | Eduardo Moreira PMDB         | 25     | As Pessoas em Primeiro Lugar (DEM, PMDB, PSDB, PPS, PTB, PSC, PSL, PTC, PRP) | 1.815.304              | 52,71%                 |
| Ângela Amin PP                    | Manoel Dias PDT              | 11     | Aliança com Santa Catarina (PP, PDT, PTdoB)                                  | 857.698                | 24,91%                 |
| Ideli Salvatti PT                 | Guido Bretzke PR             | 13     | A Favor de Santa Catarina (PT, PR, PSB, PRB, PCdoB, PHS, PRTB, PSDC)         | 754.223                | 21,90%                 |
| Valmir Martins PSOL               | Alexandre Valdir Silva PSOL  | 50     | —                                                                            | 7.416                  | 0,22%                  |
| Gilmar Salgado PSTU               | Rosangela Barreiros PSTU     | 16     | —                                                                            | 3.273                  | 0,10%                  |
| Carmelito Smieguel PMN            | Nívio Nogueira PMN           | 33     | —                                                                            | 2.986                  | 0,09%                  |
| Amadeu Luz PCB                    | Valdelir Luiz PCB            | 21     | —                                                                            | 2.538                  | 0,07%                  |
| Rogério Novaes PV                 | Guaraci Fagundes PV          | 43     | —                                                                            | Candidatura indeferida | Candidatura indeferida |

## Resultado da eleição para o senado federal
| Candidatos a senador da República | Candidatos a suplente de senador            | Número | Coligação                                                                    | Votação                  | Percentual               |
| --------------------------------- | ------------------------------------------- | ------ | ---------------------------------------------------------------------------- | ------------------------ | ------------------------ |
| Luiz Henrique da Silveira PMDB    | Dalírio Beber PSDB Antônio Gavazzoni DEM    | 155    | As Pessoas em Primeiro Lugar (DEM, PMDB, PSDB, PPS, PTB, PSC, PSL, PTC, PRP) | 1.784.019                | 28,44%                   |
| Paulo Bauer PSDB                  | Cesar Souza DEM Athos Almeida Lopes PMDB    | 456    | As Pessoas em Primeiro Lugar (DEM, PMDB, PSDB, PPS, PTB, PSC, PSL, PTC, PRP) | 1.588.403                | 25,32%                   |
| Cláudio Vignatti PT               | Adriana Berger PSB Claudemir Cesca PR       | 130    | A Favor de Santa Catarina (PT, PR, PSB, PRB, PCdoB, PHS, PRTB, PSDC)         | 1.219.700                | 19,44%                   |
| Hugo Biehl PP                     | Udo Wagner PP Genésio Spillere PP           | 111    | Aliança com Santa Catarina (PP, PDT, PTdoB)                                  | 649.150                  | 10,37%                   |
| João Ghizoni PCdoB                | Édson Pasold PRB Odair Andreani PT          | 650    | A Favor de Santa Catarina (PT, PR, PSB, PRB, PCdoB, PHS, PRTB, PSDC)         | 563.173                  | 8,98%                    |
| Elizabeth Tiscoski PP             | Moacir Fiorini PDT Antônio Bissani PP       | 112    | Aliança com Santa Catarina (PP, PDT, PTdoB)                                  | 321.714                  | 5,13%                    |
| Fabiano Piovezan PV               | Alfredo Silva PV Luiz Sérgio Assis PV       | 430    | —                                                                            | 113.841                  | 1,81%                    |
| Paulo Afonso Piovezan PSOL        | Hartmut Kraft PSOL César Régis PSOL         | 500    | —                                                                            | 22.224                   | 0,35%                    |
| Alex Sander da Silva PSTU         | Roque Begoraro PSTU Tarcísio Eberhardt PSTU | 161    | —                                                                            | 11.370                   | 0,18%                    |
| Wesley Collyer PPS                | Sérgio Pooper PPS Roberto Quadros PPS       | 234    | —                                                                            | Candidaturas indeferidas | Candidaturas indeferidas |
| Vânio de Oliveira PSC             | Marcelo Vidal PSC Eliana Pontes PSC         | 207    | —                                                                            | Candidaturas indeferidas | Candidaturas indeferidas |
| Joaninha Johnson PSTU             | Cristiane Fogaça PSTU Marcelo Serafim PSTU  | 160    | —                                                                            | Candidaturas indeferidas | Candidaturas indeferidas |

## Pesquisas de opinião para governador em Santa Catarina
| Data                        | Instituto | Candidato    | Candidato        | Candidato       | Candidato             | Candidato           | Candidato               | Candidato              | Candidato           | Não Sabe / Branco-Nulo |
| Data                        | Instituto | Amadeu (PCB) | Angela Amin (PP) | Carmelito (PMN) | Gilmar Salgado (PSTU) | Ideli Salvatti (PT) | Professor Valmir (PSOL) | Raimundo Colombo (DEM) | Rogério Noaves (PV) | Não Sabe / Branco-Nulo |
| --------------------------- | --------- | ------------ | ---------------- | --------------- | --------------------- | ------------------- | ----------------------- | ---------------------- | ------------------- | ---------------------- |
| 3 - 5 de agosto de 2010     | Ibope     | 1%           | 38%              | 1%              | 1%                    | 15%                 | 1%                      | 23%                    | —                   | 12% / 7%               |
| 24 - 26 de agosto de 2010   | Ibope     | 1%           | 31%              | —               | —                     | 16%                 | 1%                      | 27%                    | 1%                  | 18% / 5%               |
| 21 - 23 de setembro de 2010 | Ibope     | —            | 27%              | —               | —                     | 16%                 | —                       | 43%                    | —                   | 7% / 5%                |

## Deputados Federais eleitos
Foram 16 deputados federais eleitos em Santa Catarina.

Representação eleita
  PMDB: 5
  PT: 4
  DEM: 3
  PP: 2
  PSDB: 2

| Número | Candidato        | Partido | Coligação                                                               | Votos   | Porcentagem |
| ------ | ---------------- | ------- | ----------------------------------------------------------------------- | ------- | ----------- |
| 1570   | Mauro Mariani    | PMDB    | As Pessoas Em Primeiro Lugar PMDB, PSL, PSC, PPS, DEM, PTC, PRP e PSDB. | 186.733 | 5,59%       |
| 1133   | Esperidião Amin  | PP      | Aliança com Santa Catarina PP, PDT e PT do B.                           | 166.524 | 4,99%       |
| 2570   | Paulo Bornhausen | DEM     | As Pessoas Em Primeiro Lugar PMDB, PSL, PSC, PPS, DEM, PTC, PRP e PSDB. | 143.976 | 4,31%       |
| 2525   | João Rodrigues   | DEM     | As Pessoas Em Primeiro Lugar PMDB, PSL, PSC, PPS, DEM, PTC, PRP e PSDB. | 134.558 | 4,03%       |
| 4523   | Jorginho Mello   | PSDB    | As Pessoas Em Primeiro Lugar PMDB, PSL, PSC, PPS, DEM, PTC, PRP e PSDB. | 119.757 | 3,59%       |
| 1313   | Décio Lima       | PT      | A Favor de Santa Catarina PRB, PT, PR, PSDC, PRTB, PHS, PSB e PC do B.  | 117.618 | 3,52%       |
| 1350   | Pedro Uczai      | PT      | A Favor de Santa Catarina PRB, PT, PR, PSDC, PRTB, PHS, PSB e PC do B.  | 114.985 | 3,44%       |
| 1510   | Rogério Peninha  | PMDB    | As Pessoas Em Primeiro Lugar PMDB, PSL, PSC, PPS, DEM, PTC, PRP e PSDB. | 110.170 | 3,30%       |
| 1145   | Odacir Zonta     | PP      | Aliança com Santa Catarina PP, PDT e PT do B.                           | 103.965 | 3,11%       |
| 4545   | Marco Tebaldi    | PSDB    | As Pessoas Em Primeiro Lugar PMDB, PSL, PSC, PPS, DEM, PTC, PRP e PSDB. | 100.839 | 3,02%       |
| 1515   | Edinho Bez       | PMDB    | Coligação: PMDB, PSL, PSC, PPS, DEM, PTC, PRP e PSDB.                   | 99.613  | 2,98%       |
| 1560   | Celso Maldaner   | PMDB    | Coligação: PMDB, PSL, PSC, PPS, DEM, PTC, PRP e PSDB.                   | 93.455  | 2,80%       |
| 2580   | Onofre Agostini  | DEM     | Coligação: PMDB, PSL, PSC, PPS, DEM, PTC, PRP e PSDB.                   | 90.691  | 2,72%       |
| 1509   | Ronaldo Benedet  | PMDB    | Coligação: PMDB, PSL, PSC, PPS, DEM, PTC, PRP e PSDB.                   | 87.219  | 2,61%       |
| 1303   | Jorge Boeira     | PT      | A Favor de Santa Catarina PRB, PT, PR, PSDC, PRTB, PHS, PSB e PC do B.  | 84.210  | 2,52%       |
| 1333   | Luci Choinacki   | PT      | A Favor de Santa Catarina PRB, PT, PR, PSDC, PRTB, PHS, PSB e PC do B.  | 65.545  | 1,96%       |

Obs.:A tabela acima mostra somente os candidatos eleitos.

## Deputados Estaduais eleitos
Foram 40 deputados estaduais eleitos em Santa Catarina.

Representação eleita
  PMDB: 11
  PSD: 8
  PT: 7
  PP: 5
  PSDB: 5
  DEM: 1
  PPS: 1
  PCdoB: 1
  PSOL: 1

| Número | Candidato          | Partido | Coligação                                                          | Votos  | Porcentagem |
| ------ | ------------------ | ------- | ------------------------------------------------------------------ | ------ | ----------- |
| 25123  | Gelson Merisio     | DEM     | Coligação: PTB, PMDB, PSL, PSC, DEM, PTC, PRP e PSDB.              | 65.551 | 1,86%       |
| 25100  | Cesar Souza Júnior | DEM     | Coligação: PTB, PMDB, PSL, PSC, DEM, PTC, PRP e PSDB.              | 63.723 | 1,81%       |
| 15200  | Valdir Cobalchini  | PMDB    | Coligação: PTB, PMDB, PSL, PSC, DEM, PTC, PRP e PSDB.              | 62.465 | 1,77%       |
| 25605  | Jean Kuhlmann      | DEM     | Coligação: PTB, PMDB, PSL, PSC, DEM, PTC, PRP e PSDB.              | 59.789 | 1,70%       |
| 45678  | Dado Cherem        | PSDB    | Coligação: PTB, PMDB, PSL, PSC, DEM, PTC, PRP e PSDB.              | 57.684 | 1,64%       |
| 25111  | José Nei Ascari    | DEM     | Coligação: PTB, PMDB, PSL, PSC, DEM, PTC, PRP e PSDB.              | 55.692 | 1,58%       |
| 25777  | Ismael             | DEM     | Coligação: PTB, PMDB, PSL, PSC, DEM, PTC, PRP e PSDB.              | 55.644 | 1,58%       |
| 11111  | Kennedy Nunes      | PP      | Coligação: PP e PT do B.                                           | 55.531 | 1,58%       |
| 15270  | Titon              | PMDB    | Coligação: PTB, PMDB, PSL, PSC, DEM, PTC, PRP e PSDB.              | 54.697 | 1,55%       |
| 15001  | Elizeu Mattos      | PMDB    | Coligação: PTB, PMDB, PSL, PSC, DEM, PTC, PRP e PSDB.              | 50.395 | 1,43%       |
| 11223  | Joares Ponticelli  | PP      | Coligação: PP e PT do B.                                           | 49.624 | 1,41%       |
| 45222  | Gilmar Knaesel     | PSDB    | Coligação: PTB, PMDB, PSL, PSC, DEM, PTC, PRP e PSDB.              | 49.390 | 1,40%       |
| 13120  | Neodi Saretta      | PT      | Em Favor de Santa Catarina PRB, PT, PR, PSDC, PRTB, PHS e PC do B. | 49.072 | 1,39%       |
| 25000  | Darci de Matos     | DEM     | Coligação: PTB, PMDB, PSL, PSC, DEM, PTC, PRP e PSDB.              | 49.043 | 1,39%       |
| 13313  | Ana Paula          | PT      | Em Favor de Santa Catarina PRB, PT, PR, PSDC, PRTB, PHS e PC do B. | 47.442 | 1,35%       |
| 14104  | Parisotto          | PTB     | Coligação: PTB, PMDB, PSL, PSC, DEM, PTC, PRP e PSDB.              | 46.911 | 46.911      |
| 45777  | Nilson Gonçalves   | PSDB    | Coligação: PTB, PMDB, PSL, PSC, DEM, PTC, PRP e PSDB.              | 42.807 | 1,21%       |
| 11311  | Silvio Dreveck     | PP      | Coligação: PP e PT do B.                                           | 42.143 | 1,20%       |
| 15700  | Antonio Aguiar     | PMDB    | Coligação: PTB, PMDB, PSL, PSC, DEM, PTC, PRP e PSDB.              | 41.946 | 1,19%       |
| 15015  | Ada de Luca        | PMDB    | Coligação: PTB, PMDB, PSL, PSC, DEM, PTC, PRP e PSDB.              | 41.906 | 1,19%       |
| 15444  | Carlos Chiodini    | PMDB    | Coligação: PTB, PMDB, PSL, PSC, DEM, PTC, PRP e PSDB.              | 40.241 | 1,14%       |
| 15118  | Moacir Sopelsa     | PMDB    | Coligação: PTB, PMDB, PSL, PSC, DEM, PTC, PRP e PSDB.              | 38.939 | 1,10%       |
| 11234  | Zé Milton          | PP      | Coligação: PP e PT do B.                                           | 38.542 | 1,09%       |
| 45699  | Marcos Vieira      | PSDB    | Coligação: PTB, PMDB, PSL, PSC, DEM, PTC, PRP e PSDB.              | 38.370 | 1,09%       |
| 12580  | Sargento Soares    | PDT     | Sem Coligação                                                      | 37.745 | 1,07%       |
| 15010  | Aldo Schneider     | PMDB    | Coligação: PTB, PMDB, PSL, PSC, DEM, PTC, PRP e PSDB.              | 36.449 | 1,03%       |
| 13987  | Padre Pedro        | PT      | Em Favor de Santa Catarina PRB, PT, PR, PSDC, PRTB, PHS e PC do B. | 36.430 | 1,03%       |
| 15157  | Manoel Mota        | PMDB    | Coligação: PTB, PMDB, PSL, PSC, DEM, PTC, PRP e PSDB.              | 36.064 | 1,02%       |
| 15321  | Renato Hinnig      | PMDB    | Coligação: PTB, PMDB, PSL, PSC, DEM, PTC, PRP e PSDB.              | 35.732 | 1,01%       |
| 45145  | Serafim Venzon     | PSDB    | Coligação: PTB, PMDB, PSL, PSC, DEM, PTC, PRP e PSDB.              | 35.434 | 1,01%       |
| 45111  | Dóia               | PSDB    | Coligação: PTB, PMDB, PSL, PSC, DEM, PTC, PRP e PSDB.              | 34.667 | 0,98%       |
| 25800  | Jorge Teixeira     | DEM     | Coligação: PTB, PMDB, PSL, PSC, DEM, PTC, PRP e PSDB.              | 34.596 | 0,98%       |
| 13470  | Jailson Lima       | PT      | Em Favor de Santa Catarina PRB, PT, PR, PSDC, PRTB, PHS e PC do B. | 33.129 | 0,94%       |
| 65123  | Angela             | PC do B | Em Favor de Santa Catarina PRB, PT, PR, PSDC, PRTB, PHS e PC do B. | 32.828 | 0,93%       |
| 13450  | Dirceu Dresch      | PT      | Em Favor de Santa Catarina PRB, PT, PR, PSDC, PRTB, PHS e PC do B. | 32.555 | 0,92%       |
| 13111  | Volnei Morastoni   | PT      | Em Favor de Santa Catarina PRB, PT, PR, PSDC, PRTB, PHS e PC do B. | 30.670 | 0,87%       |
| 11166  | Comin              | PP      | Coligação: PP e PT do B.                                           | 30.223 | 0,86%       |
| 13601  | Luciane Carminatti | PT      | Em Favor de Santa Catarina PRB, PT, PR, PSDC, PRTB, PHS e PC do B. | 29.494 | 0,84%       |
| 11135  | Lício              | PP      | Coligação: PP e PT do B.                                           | 25.814 | 0,73%       |
| 23122  | Altair Guidi       | PPS     | Sem Coligação                                                      | 24.202 | 0,69%       |

Obs.:A tabela acima mostra somente os candidatos eleitos.